# Tavastmon
Tavastmon (finska: Hämeenkangas) är ett åsområde i Jämijärvi och Kankaanpää, i landskapet Satakunta. Åsområdet har en utsträckning på 47 km² och utgör en fortsättning på åsformationen genom Tammerforstrakten.
Det finns flera skogsområden i Finland med det finska namnet Hämeenkangas, åtminstone i Vetil, Hirvensalmi, Haukipudas, Taivalkoski, Lieksa, Nurmes, Kankaanpää och Kärsämäki.